# Den evige juden
Den evige juden (tysk originaltitel: Der ewige Jude) är en tysk nazistisk och antisemitisk propagandafilm från 1940, regisserad och gestaltad av Fritz Hippler efter en idé av Eberhard Taubert. 
Filmen skildrar judarna som ett ondskefullt och girigt folkslag, som vägrar arbeta och lever likt parasiter på sina värdfolk, i huvudsak ariska folk. Delar av filmen är filmade i polska getton, i vilka välbärgade judar enligt filmen valt att bo bland smuts och kackerlackor. Filmen påstår sig vara dokumentärfilm, men skildrar tidens rasbiologiska åsikter och rasfördomar. Filmen menar att judarna har stor makt i USA och hade stor makt i Weimarrepubliken samt att judar som familjen Rothschild genom sina banker tillskansat sig makt över hela världens ekonomi och politik. Enligt filmen har många judar assimilerat sig med sina värdfolk, vilket gör dem ännu farligare då de är svårare att identifiera. 
Filmen tar också upp exempel på judisk bildkonst och teater som enligt filmen är depraverad och sämre än europeiska motsvarigheter. Vidare skildrar filmen kosherslakt för att visa dess grymhet och påpekar att den nationalsocialistiska regimen förbjudit sådan behandling av djur. Filmen kritiserar också judendomens heliga skrifter och fastslår att "Detta är ingen religion. Det är en sammansvärjning mot världens folk".
I slutet av den något över en timme långa filmen visas delar från ett tal av Adolf Hitler, där denne säger "Om den internationella finansjudendomen, inom och utom Europa, än en gång skulle lyckas störta folken in i ett världskrig, då blir resultatet inte ... judendomens seger, utan förintelsen av den judiska rasen i Europa!" Där det står "..." hade man ifrån originaltalet klippt bort texten "bolsjeviseringen av jorden, och därmed", troligen på grund av Molotov-Ribbentroppakten.

## Roller
- Harry Giese som berättare
- Curt Bois som sig själv (arkivmontage)
- Charles Chaplin (arkivmontage) - och felaktigt kallad jude i filmen
- Albert Einstein som sig själv (arkivmontage)
- Adolf Hitler som sig själv (arkivmontage)
- Fritz Kortner som sig själv (arkivmontage)
- Peter Lorre som sig själv (arkivmontage)
- Ernst Lubitsch som sig själv (arkivmontage)
- Rosa Luxemburg som sig själv (arkivmontage)
- Mona Maris som sig själv
- Anna Sten som sig själv (arkivmontage)